# Taliparamba
Taliparamba o Thaliparamba (malabar: തളിപ്പറമ്പ്) es una ciudad del estado indio de Kerala perteneciente al distrito de Kannur.
En 2011, el taluk del que es capital tenía una población de 764 888 habitantes, de los cuales 72 465 vivían en el municipio que forma la propia ciudad.
La localidad, originalmente denominada "Perinchalloor", se desarrolló como un asentamiento de brahmanes en torno a un templo de Shiva del siglo XI. Las guerras del siglo XVIII del Sultán Fateh Ali Tipu obligaron a la mayoría de los brahmanes a abandonar el lugar, pero el resto de la población permaneció. Adquirió estatus de panchayat en 1955 y de municipio en 1990.
Se ubica entre los ríos Kuppam y Valapattanam cerca de su desembocadura conjunta, unos 20 km al norte de Cananor sobre la carretera 66 que lleva a Mangalore. Al este de la ciudad sale la carretera 36 que lleva a Iritty.